# Gävleborg megye
Gävleborg megye (Gävleborgs län) Svédország egyik megyéje. Szomszédai: Uppsala, Västmanland, Dalarna, Jämtland és Västernorrland megyék.

## Tartomány
Lásd még: Gästrikland és Hälsingland
Gävleborg megye a történelmi Gästrikland és Hälsingland tartományokban terül el.

## Címer
A megye címere Gästrikland és Hälsingland címereit kombinája. Mikor a korona is rajta van, akkor a Megye Adminisztrációs Bizottságát jelöli.

## Népesség
| Lakosok száma | 285 637 | 286 547 | 287 382 | 287 502 | 287 767 | 287 334 | 285 642 | 284 717 |
|               | 2017    | 2018    | 2019    | 2020    | 2021    | 2022    | 2023    | 2024    |

## Külső hivatkozások
- Gävleborg megye adminisztrációja
- Region Gävleborg
- Gävleborg megye